# Histoire de Rennes

Blason de Rennes

Cet article traite de l’histoire de la ville de Rennes.

## Préhistoire et Antiquité

### Préhistoire
Aucune trace d'occupation humaine datant du Paléolithique n'est à relever à l'emplacement de la ville actuelle. Cette période est en effet marquée par une faible pénétration humaine en Bretagne du fait de la prédominance des forêts et de l'absence de possibilités de déplacements. Dans les environs, un biface moustérien a été retrouvé sur le site de l'aéroport de Saint-Jacques-de-la-Lande.
Quelques rares objets isolés datant du Néolithique ont été trouvés sur divers sites à l'emplacement de Rennes, ce qui pousse Jacques Briard à douter de l'existence d'une « vivace occupation néolithique du terroir rennais. »
Les objets datant de l'âge du Bronze (haches à douille, lames d'épées) trouvés à Rennes et dans les environs sont plus nombreux, assez pour attester d'une fréquentation des lieux à cette époque, sans qu'il y ait toutefois d'établissement important.

### Époque gauloise

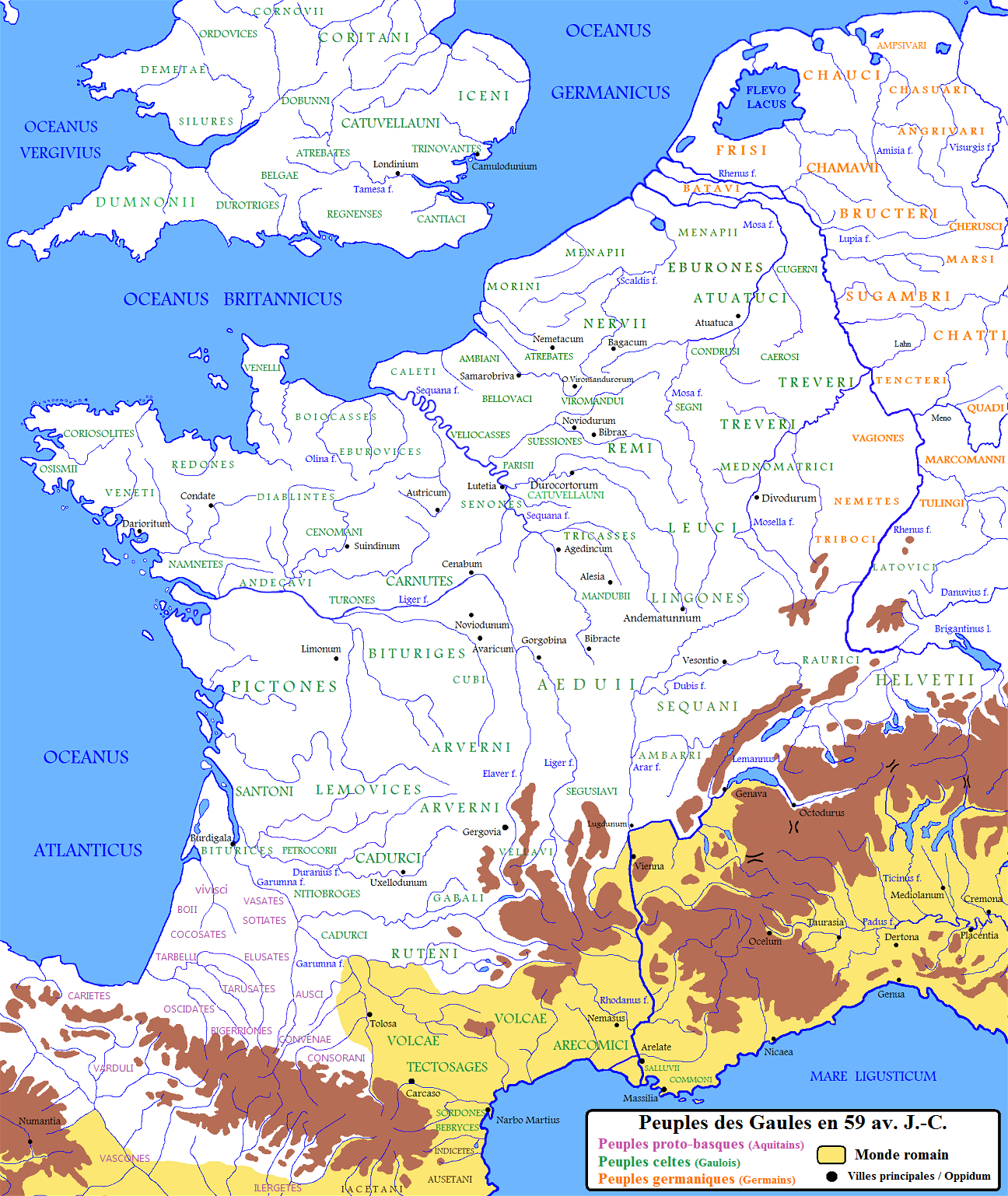
Les peuples gaulois avant la Conquête.

À l'époque gauloise, se trouve à l'emplacement de l'actuelle Rennes un endroit nommé au IIIe siècle Condate, ce qui en gaulois signifie « confluent ». Il est aujourd'hui difficile d'évaluer l'importance de la cité qui se développe avant la conquête romaine, les seules traces archéologiques subsistant étant celles de la ville gallo-romaine : pour Louis Pape, qui cite Ptolémée pour source, Condate est déjà une ville, capitale des Riedones. Il la situe aux alentours de la cathédrale, des portes Mordelaises et de la place de la Mission, et s'interroge sur le fait qu'elle soit ou non un oppidum.
Certains auteurs sont plus affirmatifs, tel Michel de Mauny, qui dans L'ancien comté de Rennes, va jusqu'à préciser qu'il s'agit d'une bourgade construite selon le principe de l'éperon barré.
Dans l'Histoire de Rennes parue en 2006, cette affirmation est mise en doute : les recherches archéologiques ont montré l'existence d'un certain nombre d'enclos (dont celui fouillé en 1993 à Beaurade, qui était constitué d'habitations protégées par des fossés, daté des années -250 à -150), mais rien qui indique quelque chose de plus grand qu'un établissement agro-pastoral comme il en existait de nombreux sur le territoire des Riedones, comme dans toute la Gaule.

### Époque romaine
Après la conquête romaine, Condate devient le chef-lieu de la cité des Riedones (en latin de l’époque Civitas Riedonum, qui elle-même appartient à la Gaule lyonnaise. La cité est à son tour subdivisée en pays (ou pagi), dont on ignore aujourd’hui le nombre exact et les limites.

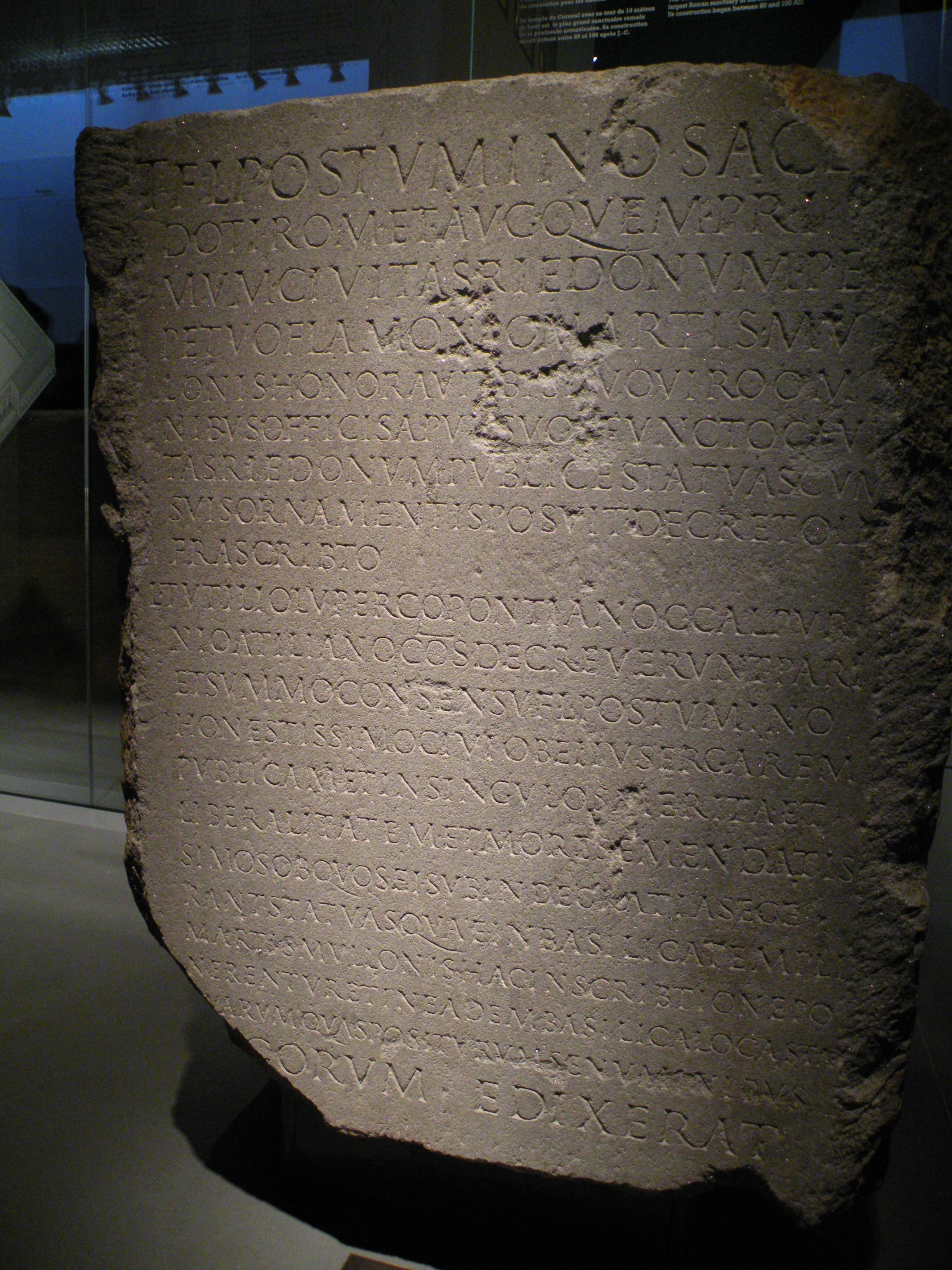
Stèle de Titus Flavius Postuminus évoquant Mars Mullo (musée de Bretagne).

On connaît mieux en revanche l’organisation de Condate, grâce à des stèles des IIe et IIIe siècles retrouvées en 1868 puis 1968, quai Duguay-Trouin. Trois de ces stèles sont dédiées à Titus Flavius Postuminus, qui a selon elles « exercé toutes les charges publiques » (le cursus honorum) dans sa patrie, la Civitas Riedonum, et a été flamine à vie du dieu Mars Mullo, le principal dieu des Riedones.
Entre le règne d'Auguste et le milieu du IIIe siècle, Condate, très éloignée des zones troublées des frontières de l’Empire, connaît une longue période de paix où la ville s'étend librement, en l'absence de remparts, et profite de sa situation au centre d'un réseau routier en étoile vers les capitales des cités voisines (Angers, Corseul, Vannes, Le Mans, Avranches…) et de sa position de porte d'accès vers le reste de l'Armorique pour se développer.
La crise qui secoue l'Empire d'occident durant la seconde moitié du IIIe siècle n'épargne pas Condate, qui comme beaucoup de cités gauloises devient la cible des bandes armées qui battent la campagne, poussant les habitants à enterrer leurs trésors, un grand nombre d'entre eux ayant été retrouvés en divers endroits de la ville (tel que la patère de Rennes), et motivant l'envoi d'un contingent de 1000 soldats francs, les Lètes, pour défendre la cité. La majeure partie de la ville est alors rasée et les matériaux récupérés pour l'édification d'un très solide rempart bâti avec soin (et non pas à la hâte comme on a pu le dire) sur la colline du confluent, qui a servi jusqu'à la fin du XVe siècle, et a posé de sérieux problèmes lors de sa démolition au XXe siècle.

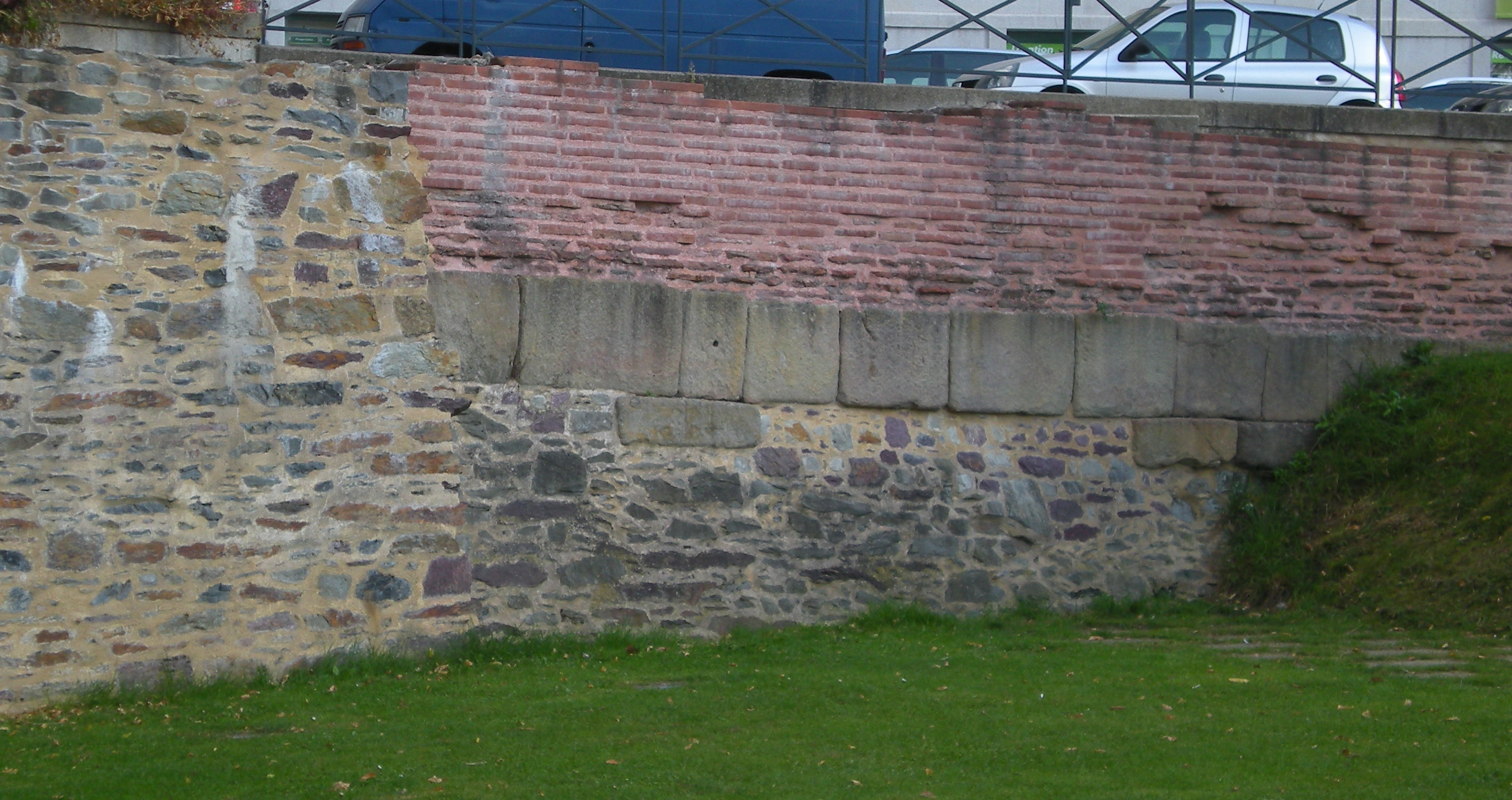
Un pan du mur construit au IIIe siècle.

Le castrum ainsi construit voit une drastique réduction de la ville du Haut-Empire, qui passe d'environ 100 hectares à une zone fortifiée de 9 à 10 ha, bordée au Sud par la Vilaine,, et vaut à la ville son surnom d'Urbs rubra (« La ville rouge », le mur étant principalement constitué de briques.) Le nom de Condate lui-même est également abandonné à la même époque, et la ville, prenant alors le nom du peuple dont elle est la capitale, est à partir de là appelée Civitas Riedonum, ce qui dérivera ensuite pour donner à Rennes son nom actuel.
L'arrivée des premiers chrétiens date du milieu du IVe siècle et leur premier lieu de culte aurait été établi dans l'église du Vieux-Saint-Étienne, hors de l'enceinte gallo-romaine. Toutefois, pour Louis Pape, l'organisation du diocèse de Rennes ne remonte pas au-delà du début du Ve siècle, le plus ancien évêque connu de manière sûre est Athénius, ayant participé au concile de Tours de 461 et à la réunion conciliaire de Vannes de 465 (sacre de Patern). Sans doute pour des raisons de sécurité maritime, un redécoupage administratif fait que la Civitas perd en faveur d'Aleth toute sa partie nord-ouest ainsi que son accès maritime. Ces nouvelles limites correspondant à peu près à celles de l'évêché de Rennes ultérieur.
La mention de Redonum, chez Geoffroy de Monmouth (Histoire des Rois de Bretagne), a focalisé l'attention des chercheurs sur la ville de Rennes depuis le début du XIXe siècle. Ceux-ci ont considéré que Rennes aurait été prise par Magnus Maximus, le soir même de son débarquement en Gaule, au printemps 383. Léon Fleuriot, entre autres historiens, se base sur Zosime, qui désigne les Bouches du Rhin comme lieu de débarquement,,.

## Moyen Âge

### Armoricains et Francs: Rennes, ville frontière

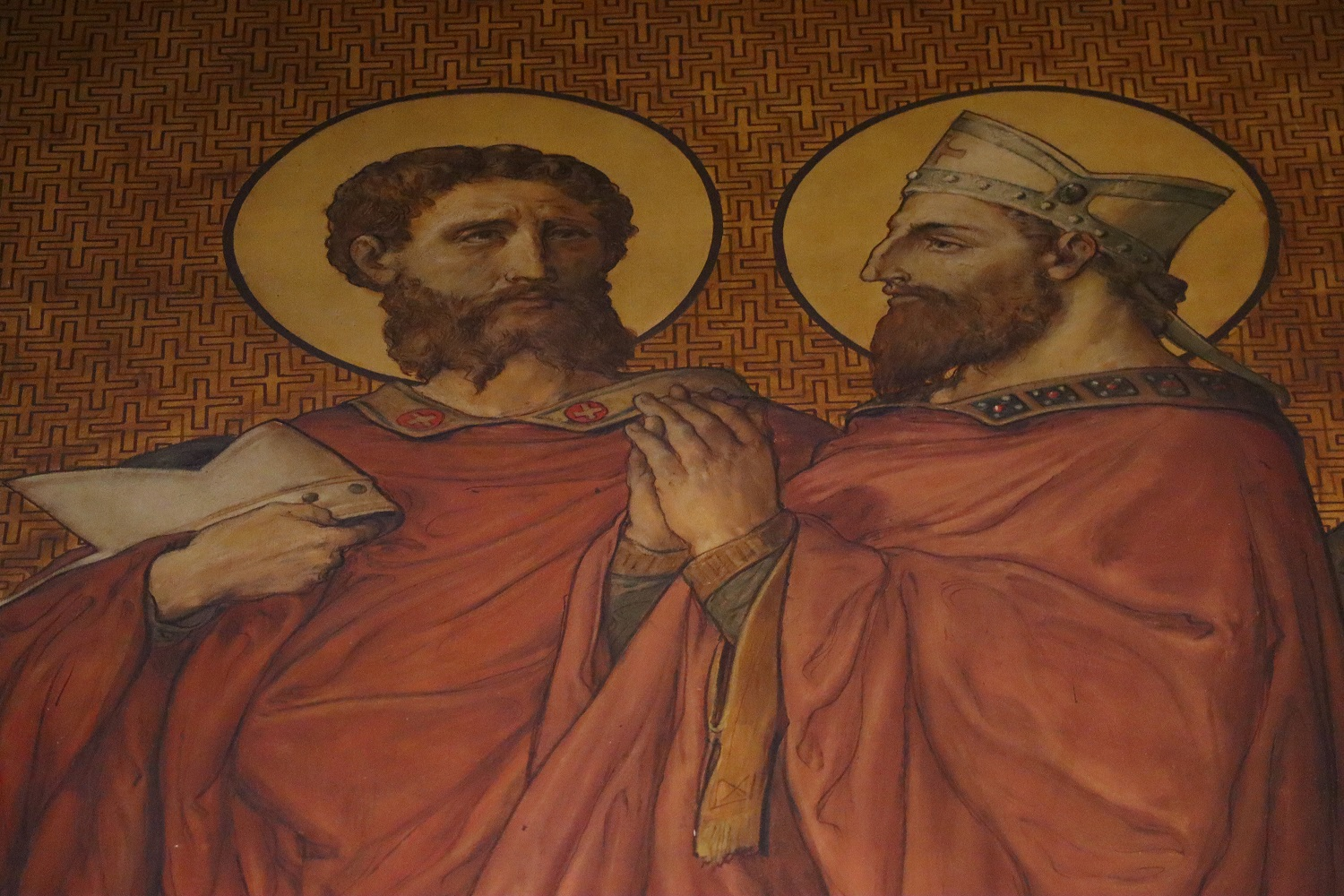
Saint Melaine (à droite), discutant avec son prédécesseur saint Amand de Rennes (à gauche). Fresque du XIXe siècle.

Aux VIe et VIIe siècles, après la chute de l'Empire romain d'Occident, l'Ouest et le Nord de l'Armorique voient s'installer des Bretons qui donnent bientôt leur nom à la péninsule. Rennes, qui reste le chef-lieu de la cité des Riedones, fait partie d'une vaste entité territoriale : les Armoricains  contrôlent une grande partie du nord-ouest de la Gaule. Attaqués par Clovis, ils se replient vers l'ouest et Rennes se retrouve en situation de place forte proche de la nouvelle frontière entre le royaume des Francs et les Armoricains. Ils différent par la langue, l'organisation politique, mais la religion catholique les rapprochent en dépit d'usages liturgiques qui  diffèrent sur de nombreux points.

Le successeur de l'évêque saint Amand (mort vers 505) est saint Melaine (mort vers 530) alors abbé du monastère de Platz en Brain-sur-Vilaine: les traditions, transmises par les Vitae écrites longtemps après sa mort, racontent ses miracles et le présentent comme le protecteur du peuple face aux exactions des puissants locaux. Soucieux de restaurer la discipline dans son diocèse, il condamne la pratique itinérante du culte et la participation des femmes à la liturgie du clergé breton. Vraisemblablement, Melaine et Patern de Vannes auraient négocié vers 497 une paix avec Clovis dont Melaine devient le conseiller: Armoricains et Francs traitent alors sur un pied d'égalité. Enterré au nord-est de la ville, un lieu de culte se développe rapidement sur sa tombe avant que ne s'y installe un monastère.

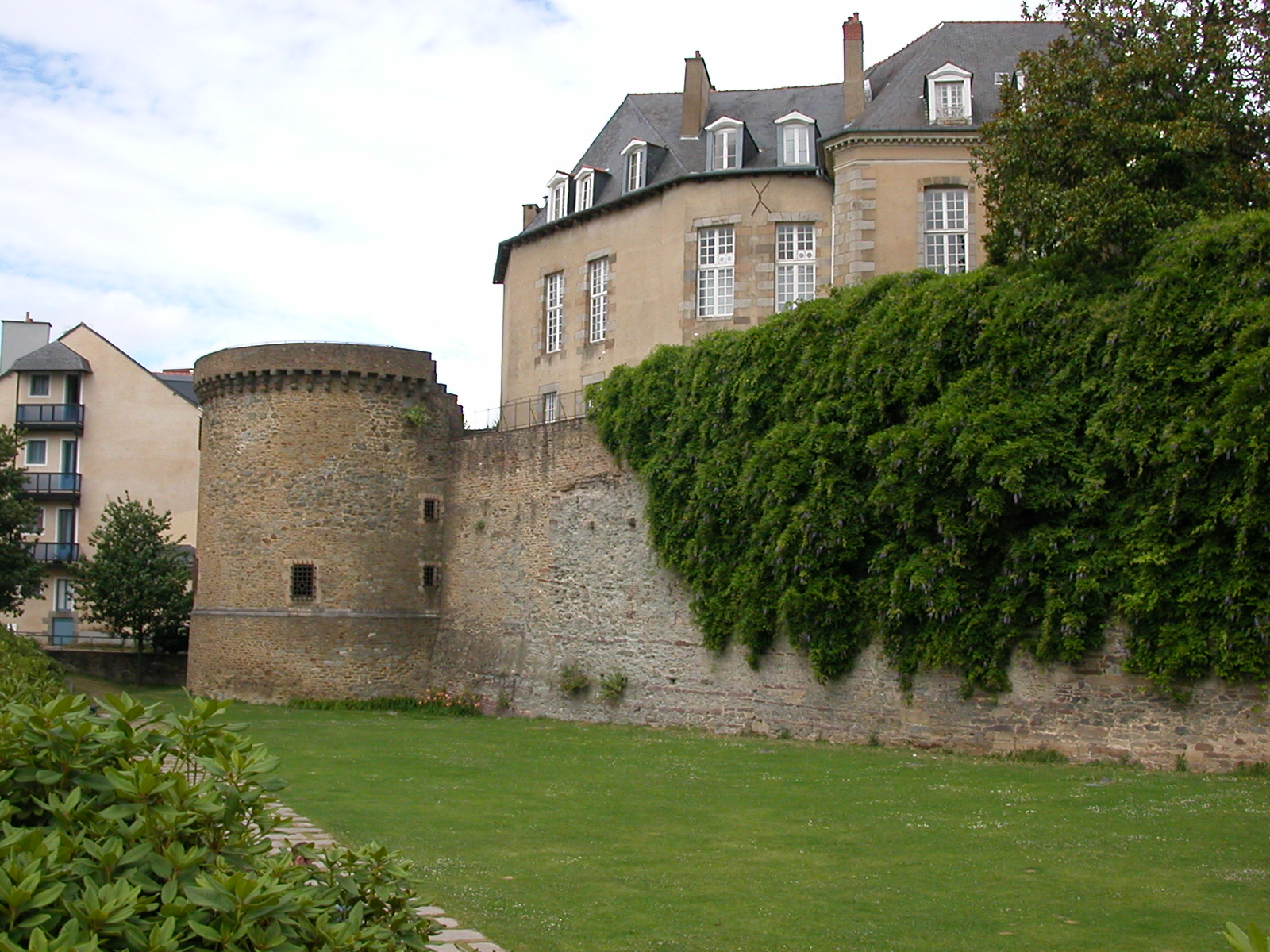
La tour Duchesne (Moyen Âge)

Dans la seconde moitié du VIe siècle, les relations entre ces deux peuples se dégradent, l'enjeu principal étant la domination du Vannetais, le pays lui-même étant devenu le royaume breton de Broërec (Pays de Waroch, du nom du roi Waroch ayant réalisé sa conquête vers 578), tandis dans que la ville de Vannes elle-même se maintiennent un comte franc et un évêque gallo-romain. Rennes devient alors vers 585 la base arrière du duc franc Beppolène, chargé de soumettre Waroch. Ce dernier tente en vain d'imposer son fils aux Rennais.

### Une place forte de la Marche de Bretagne
Les Carolingiens, en arrivant sur le trône, s'efforcent de reconstituer le royaume des Francs, et Pépin le Bref, après une expédition en Bretagne en 753, établit une Marche de Bretagne regroupant les comtés de Rennes, de Vannes et de Nantes, dirigée par un préfet dont le plus connu est Roland. Durant cette période, Rennes sert de base pour les expéditions franques en territoire breton, jusqu'à ce qu'en 831 Louis le Pieux règle le conflit en nommant missus imperatoris (envoyé de l'empereur) pour l'ensemble de la Bretagne (incluant donc l'ancienne marche-tampon) un comte breton, Nominoë. Ce dernier reste fidèle à l'empereur jusqu'à la mort de celui-ci, puis à son successeur Charles le Chauve, jusqu'en mai 843, date à laquelle il est attaqué par le comte de Nantes Renaud d'Herbauges après avoir recueilli Lambert, fils du précédent comte de Nantes. Charles le Chauve réagit en novembre, amenant son armée jusqu'à Rennes. Les sources divergent sur ce qui advient alors : pour Guy Devailly, Charles s'empare alors de la ville qui est libérée en 845 par Nominoë et Lambert. Pour André Chédeville, le roi franc n'attaque pas à ce moment et se retire, la prise de Rennes par Charles et son siège par Nominoë et Lambert n'intervenant qu'en 850.
Le Rennais appartenait alors à la Neustrie. Limité au sud par le Semnon jusqu'à la Vilaine, puis par le Meu jusqu'à Talensac, il rejoint le Couesnon; le comté possède un accès limité à la mer entre l'embouchure de la Sélune et celle de la Vilaine. Du côté du Maine, la zone frontière suit, du nord au sud, les cours de l'Airon de l'Ernée et de la Mayenne jusqu'aux environs de Château-Gontier. Rennes demeurait en partie protégée par son enceinte gallo-romaine dont Nominoë avait fait abattre une partie à la fin de 850. Cependant, la ville ne semble pas avoir servi de résidence aux rois de Bretagne qui préféraient leurs domaines ruraux. Au IXe siècle, les remparts enserrent une cité d'une dizaine d'hectares située sur la rive droite de la Vilaine. Le centre en est situé aux alentours de la cathédrale et de l'église Saint-Sauveur.

### La ville des rois de Bretagne
En mars 851, Nominoë meurt au cours d'une expédition dans le Vendômois. Son fils et successeur, Erispoë ramène l'armée en Bretagne, où il inflige en août une défaite cuisante à Charles lors de la bataille de Jengland. Ce dernier, par le traité d'Angers, reconnaît Erispoë comme roi de Bretagne, cette dernière étant dans le même temps augmentée des comtés de Rennes et de Nantes ainsi que du pays de Retz. Rennes passe ainsi du statut de ville franque mineure et excentrée à celui de l'une des principales villes du nouveau royaume de Bretagne.

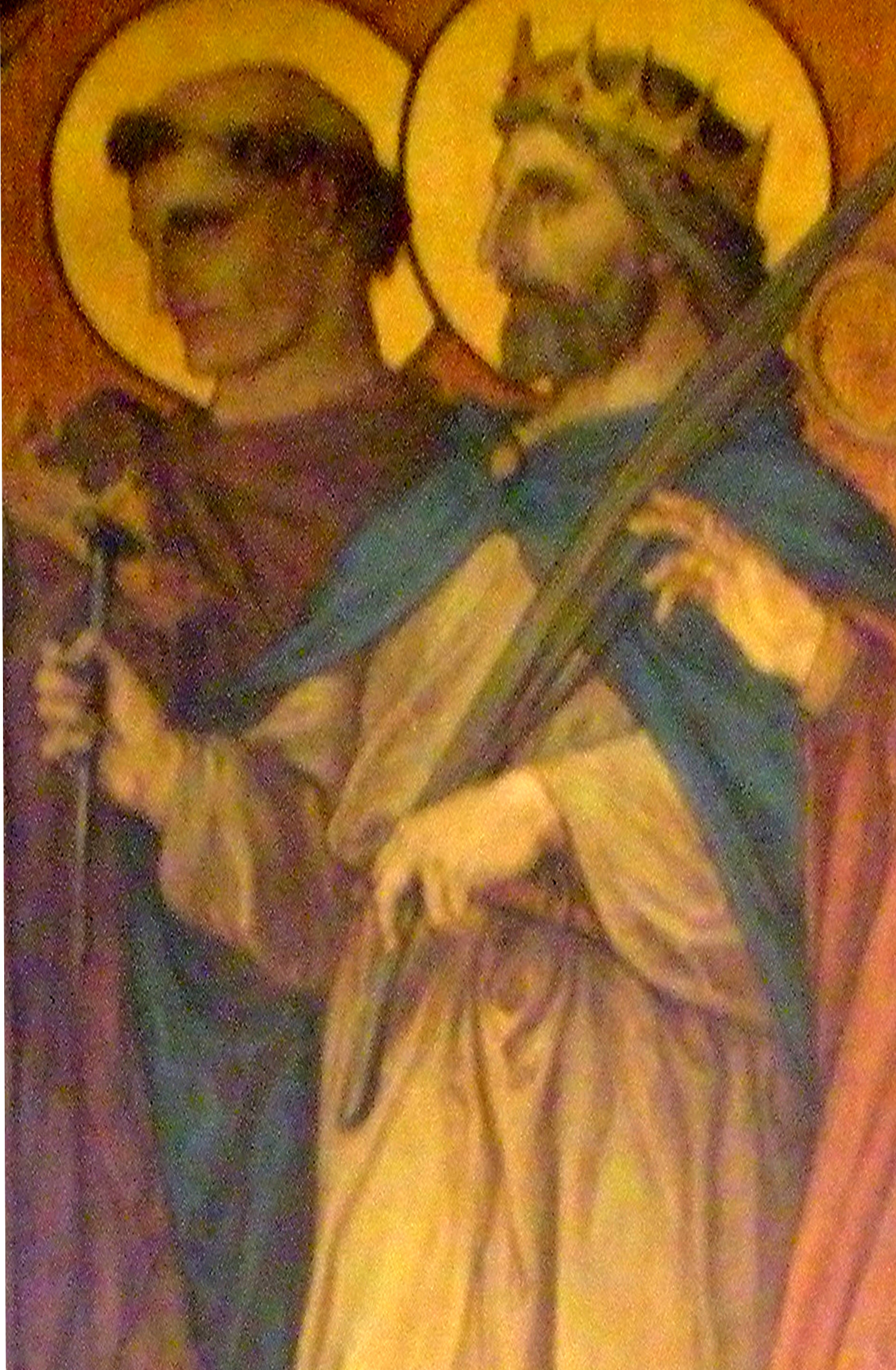
Le roi Salomon de Bretagne, représenté avec l'arme avec laquelle il assassine Erispoë dans une main, la palme du martyre dans l'autre, sur une fresque du XIXe siècle.

En 857, Erispoë meurt, assassiné par son cousin Salomon qui lui succède et mène le royaume de Bretagne à son apogée, y ajoutant le Bessin, le Cotentin et l'Avranchin. Ayant érigé Dol en métropole, il tente de détacher les diocèses de Rennes et de Nantes de l'influence du métropolitain de Tours, sans grand succès : il veut ainsi nommer lui-même Electran (ou Electranne) à la charge d'évêque, mais doit renoncer. En septembre 866, Electran est sacré par l'archevêque de Tours, Hérard.
En 874, Salomon meurt assassiné dans le monastère où il s'était retiré, à La Martyre. Parmi les principaux conjurés se trouvent son gendre, le comte de Vannes Pascweten, et le gendre d'Erispoë, Gurwant, dont plusieurs sources affirment qu'il était comte de Rennes. Les deux hommes se disputent le trône. Pascweten, au tout début de l'année 876, apprend que Gurwant est mourant et marche sur Rennes avec une armée, incluant une bande de Normands de la Loire. Durant la bataille qui s'ensuit aux portes de la ville, Gurwant meurt mais ses troupes ont vaincu celles de Pascweten, qui le suit peu après dans la mort. Les Normands se barricadent dans l'abbaye Saint-Melaine pour la nuit, avant de fuir le lendemain. Judicaël succède à Gurwant, Alain à son frère Pascweten. Tous deux s'affrontent d'abord, mais doivent s'allier pour faire face aux incursions des Normands. Alain, à qui ses victoires apportent le qualificatif de « le Grand », devient le troisième roi de Bretagne vers 898.
Après la mort d'Alain en 907, les incursions normandes s'amplifient, provoquant la fuite de la plus grande partie de la noblesse bretonne, ainsi que des moines. Ceux de Saint-Melaine s'enfuient à Preuilly-sur-Claise avec le corps de Melaine après le pillage de l'abbaye en 920. Un trésor de 132 deniers d'argent, enterré vers cette époque, a été retrouvé en 1964 dans le parc du Thabor. Rennes elle-même, cependant, n'est pas abandonnée par son comte, Juhel Bérenger, qui affronte les Normands de la baie du Mont-Saint-Michel en 931, et participe en 939 à la bataille de Trans, aux côtés d'Alain Barbetorte, petit-fils du premier roi, et qui s'était fait sacrer duc de Bretagne l'année précédente, après avoir libéré Nantes en 937.

### L'époque ducale jusqu'à la guerre de succession de Bretagne
Si la Chronique de Nantes fait de Barbetorte, qui s'est installé à Nantes, le « duc et seigneur de toute la Bretagne », il n'est pas assuré que Juhel Bérenger, qui n'a jamais fui la Bretagne, accepte cette domination. Son fils Conan profite des troubles qui suivent la mort d'Alain en 952 pour s'emparer du titre ducal, étant sans doute couronné dans la cathédrale Saint-Pierre de Rennes. S'il ne parvient jamais vraiment à s'imposer face à la maison de Nantes, et est en butte avec ses puissants voisins de Normandie et d'Anjou, le duché reste dans les mains de la maison de Rennes après sa mort, passant successivement entre les mains de son fils Geoffroy Ier, puis de son petit-fils Alain III, qui fait construire, vers 1030, pour sa sœur Adèle l'abbaye Saint-Georges de Rennes, première abbaye de femmes de Bretagne.
À Geoffroy Ier succède son fils  Conan II, dont le règne représente le nadir de la puissance ducale. Il doit ainsi affronter en 1064 son vassal rebelle Riwallon de Dol, soutenu par Guillaume le Bâtard, ce qui vaut à Rennes la plus ancienne représentation qu'on lui connaisse : la ville apparaît sur la Tapisserie de Bayeux, sous la forme (symbolique) d'une motte castrale.Conan meurt deux ans plus tard sans héritier direct. Le duché passe alors à son gendre Hoël II (de la maison de Cornouaille), qui laisse Rennes à un fils illégitime de Conan II, Geoffroy Grenonat. C'est une erreur, car ce dernier renforce en 1077 les murailles de la ville, participe aux coalitions féodales contre Hoël II et finit, en 1085 par refuser l'accès de la ville à son successeur, Alain IV Fergent, qui parvient cependant à s'en emparer. L'erreur ne sera pas reproduite : après ces événements, Rennes, alors l'un des principaux centres du pouvoir ducal, est toujours restée dans le domaine du duc et est administrée en son nom par un sénéchal.

#### Premier développement des faubourgs (XIe-XIIesiècles)
Les plus anciens faubourgs connus sont Bourg-l'Evêque et surtout celui qui se développe à l'est de la porte de la Baudrairie dont l'extension jusqu'à l'abbaye Saint-Georges finit par former une Ville nouvelle trois fois plus vaste que la ville enclose. À partir du XIIe siècle au plus tard, les marécages de la rive gauche de la Vilaine servent de refuge en cas d'attaque avant d'être habités de manière permanente: se forme ainsi la Ville basse. Ces extensions sont protégés en 1237 par des fossés à Gahier, à défaut d'une nouvelle enceinte.
Cette époque est aussi une période de grave crise pour l'Église: à Rennes, durant un demi-siècle, de 990 à 1040, l'évêché  et l'abbaye  Saint-Melaine voient se succéder à leur tête les membres d'une véritable dynastie épiscopale se mariant (se rendant ainsi coupables de nicolaïsme), se succédant de père en fils et se répartissant les biens du clergé. La situation ne sera réglée à Saint-Melaine qu'en 1058 avec l'arrivée de l'abbé Éven, qui réforme l'abbaye et fait construire l'église abbatiale. Sur le siège épiscopal, c'est un membre de la famille épiscopale, Sylvestre de la Guerche, qui épouse la réforme grégorienne après 1076. À sa mort, lui succède en 1093 Marbode, religieux et écrivain connu de son époque, qui poursuit la mise en place de la réforme grégorienne dans le clergé rennais. Conséquence de cette réforme, de nombreux religieux se détournent des institutions et se font ermites. Dans les environs de Rennes, on peut ainsi citer Robert d'Arbrissel et Éon de l'Étoile.

#### Rennes et les Plantagenêt
Au milieu du XIIe siècle, la lutte entre Eudon de Porhoët, baillistre de Bretagne, et le futur Conan IV de Bretagne amène ce dernier à chercher de l'aide auprès du roi d'Angleterre Henri II Plantagenêt. Eudon est vaincu après le siège de Rennes de 1155, mais cette situation permet à Henri II, qui convoite la Bretagne entourée de toutes parts par ses  possessions, à s'impliquer de plus en plus dans les affaires du duché.Bien qu'ayant placé son fils Geoffroy sur le trône ducal en 1181, Henri prend, brûle et reconstruit le château de Rennes l'année suivante. Une grande partie de la ville, y compris l'abbaye Saint-Georges, brûle durant cet événement.
Sous le règne des Plantagenêt, les premières traces d'une administration centralisée apparaissent, ce qui profite à Rennes, capitale du duché (« Caput Britanniae » sous la plume du chroniqueur Robert de Torigni) : on note l'apparition d'une bourgeoisie dans la ville, certes sans pouvoir politique, le sénéchal de Rennes est également sénéchal de Bretagne, et les grandes assemblées ont lieu à Rennes, tout comme la cérémonie du couronnement, dans la cathédrale qui est réédifiée à partir de 1180. Le règne de la maison de Dreux continue le renforcement de l'administration ducale dans la ville, et sa protection alors que Pierre Mauclerc est en conflit avec la régente Blanche de Castille. Les hôpitaux Saint-Thomas, Saint-Jacques et Sainte-Anne sont créés à cette époque, de même qu'une « cohue » (halle).

### Rennes de la guerre de succession à l'époque des Montfort

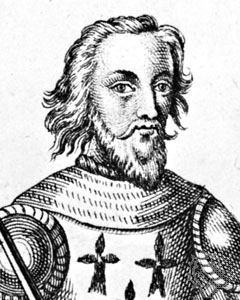
Charles de Blois.

La guerre de Succession de Bretagne éclate après la mort de Jean III, entre les deux héritiers potentiels : Charles de Blois (au nom de sa femme Jeanne de Penthièvre qui en 4 juin 1337 en l'honneur de son mariage, a donné à Rennes, Place des Lices, un grand tournoi au cours duquel se fait remarquer Bertrand Du Guesclin, futur connétable de France), soutenu par le roi de France Philippe de Valois, et Jean de Montfort (soutenu par le roi d'Angleterre Édouard III. Ce dernier, s'étant emparé du trésor ducal et de la ville de Nantes où il se fait couronner duc, ouvre les hostilités en 1341 prenant un grand nombre de places fortes au cours d'une chevauchée couronnée de succès, y compris Rennes, mais la réplique de Charles de Blois, soutenu par l'armée française, ne se fait pas attendre et Montfort est fait prisonnier à la suite du siège de Nantes en novembre. L'année suivante, l'armée royale vient mettre le siège devant Rennes. Les bourgeois, préférant Charles de Blois, forcent le capitaine Guillaume de Cadoudal à ouvrir les portes de la ville, ce qui n'empêche pas une grande partie des faubourgs ainsi que les abbayes de Saint-Melaine et de Saint-Georges, alors situés hors les murs, d'être détruits.
La guerre ne s'arrête pas là, la veuve de Montfort, Jeanne la Flamme, reprenant la lutte au nom de son fils, le futur Jean IV. Rennes est à nouveau assiégée en 1357, par le duc de Lancastre, l'événement étant resté célèbre de par la présence de Bertrand Du Guesclin.
Après le rétablissement de la paix à la suite du traité de Guérande de 1365, les Montfort victorieux doivent encore s'imposer pour contrôler Rennes face à des évêques pro-français, à commencer par Raoul de Tréal qui est très proche des Penthièvre.

### Une capitale des ducs de Bretagne
Les Montfort font de Rennes une des trois capitales de la Bretagne avec Nantes et Vannes, et y installent une partie des institutions du duché, ce qui permet un envol économique de la ville, dont la population croît fortement, et voit l'apparition d'une bourgeoisie marchande se groupant par métier en confréries, la plus puissante d'entre elles étant celle des merciers. L'élite de cette nouvelle bourgeoisie forme, dès le début du XVe siècle une assemblée venant conseiller le gouverneur auquel le duc, ne résidant pas ordinairement à Rennes, confie l'administration de la ville. D'un rôle d'abord purement consultatif, cette « communauté de ville » acquiert peu à peu un rôle décisionnel, se dotant dès 1418 d'un conseil restreint de douze élus, préfigurant le conseil municipal, et le poste de procureur des bourgeois, équivalent d'un maire, devient permanent vers cette époque. Le plus ancien connu à ce mandat est Jehan Guinot, en 1433. Ces hommes sont tout acquis aux Montfort et soutiennent la duchesse Jeanne lors de l'enlèvement de son époux Jean V en 1420 par la comtesse douairière de Penthièvre, Margot de Clisson.
Au XVe siècle, Rennes connaît une forte croissance, liée à la fois à son essor économique qui provoque un exode rural et une forte natalité dans la ville même, et à l'immigration de Normands fuyant les ravages de la guerre de Cent Ans, au point que, d'après le chroniqueur Guillaume Gruel, les faubourgs sont trois fois plus étendus que la ville (toujours enclose dans les limites du mur gallo-romain). La Haute-Bretagne, proche des frontières, n'est pas non plus épargnée par les troubles, les capitaines des Grandes Compagnies venant parfois s'y « ravitailler ». Dans ce contexte, le duc Jean V (sur conseil du connétable Arthur de Richemont, d'après la tradition) prend donc en 1421 la décision de faire étendre les remparts de la ville. Deux enceintes successives sont ainsi construites (de 1421 à 1448 à l'est de la vieille cité, puis de 1449 à 1476 au sud de la Vilaine), portant la surface fortifiée à quatorze hectares. L'ouvrage est ensuite complété de boulevards destinés à protéger de l'artillerie à poudre, dont les progrès sont constants au XVe siècle. Tous ces travaux sont très coûteux et nécessitent la mise en place de nouveaux impôts, dont le principal est le billot qui porte sur les vins vendus au détail.

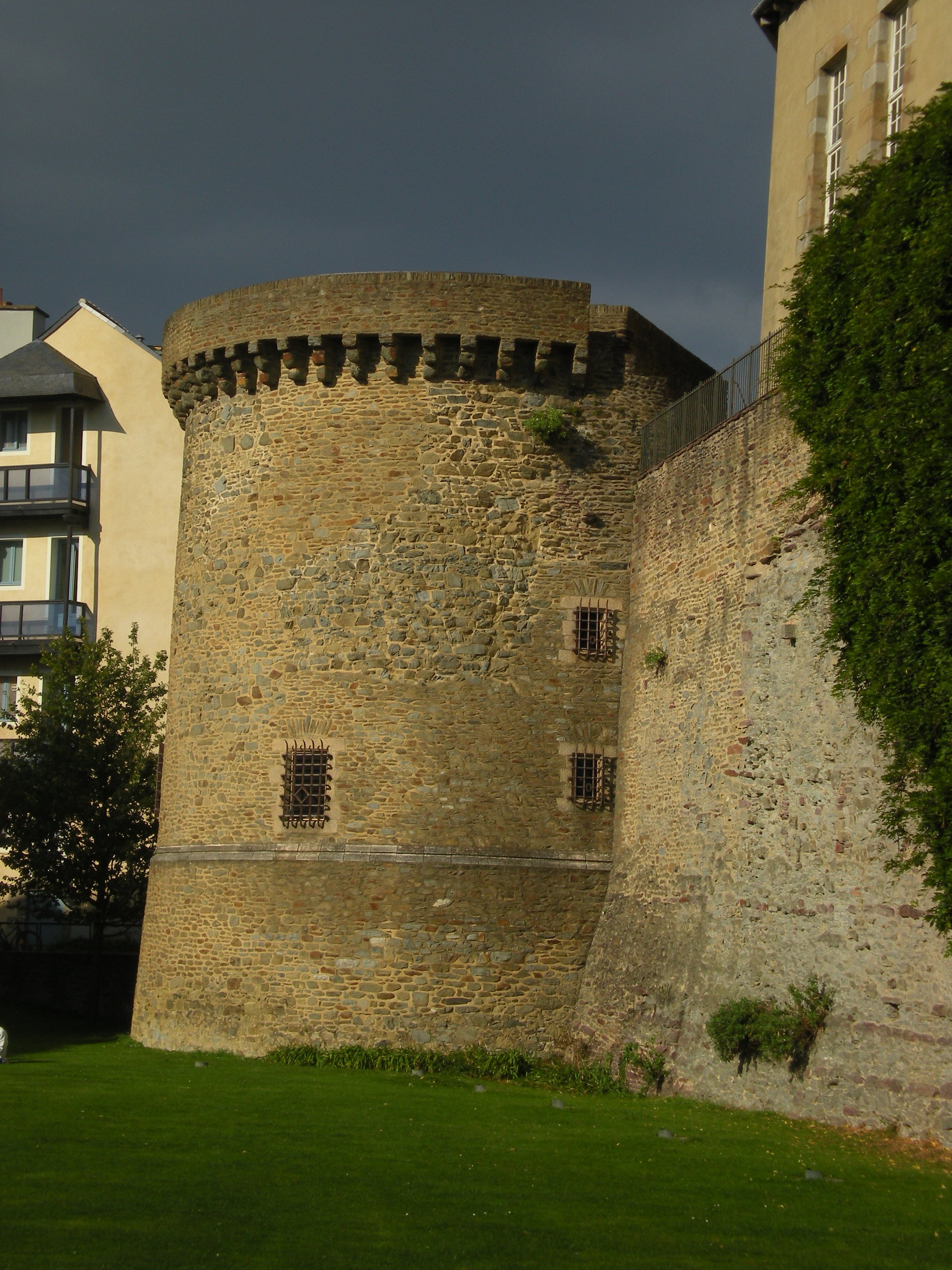
La tour Duchesne, après sa reconstruction au XVe siècle.

À cause de ce coût, l'édification des remparts se fait au détriment du développement municipal, et le principal édifice civil bâti à cette époque est la tour de l'Horloge. La construction de ce beffroi, s'étalant de 1467 à 1471, prend pour base la tour Saint-James, qui n'a plus de rôle défensif depuis la construction de la seconde enceinte, au sommet de laquelle viennent se rajouter l'un sur l'autre deux donjons octogonaux de plus en plus petits. Le plus élevé des deux, surmonté d'une flèche portant la hauteur du bâtiment à presque 50 mètres, abrite les cloches, dont le bourdon nommé Madame Françoise en l'honneur du duc François II, et est orné d'une statue automate représentant saint Michel frappant le diable à chaque coup de cloche.
La fin du XVe siècle voit augmenter les tensions entre les ducs de Bretagne et les rois de France. La guerre folle finit par éclater en 1485, pour s'achever sur une défaite bretonne le 28 juillet 1488 à la bataille de Saint-Aubin du Cormier, à moins de trente kilomètres de Rennes, où viennent se réfugier les soldats bretons défaits. Le commandant français, La Trémoille, tente de pousser son avantage en menaçant les bourgeois de Rennes de faire d'eux un exemple s'ils ne lui livrent pas la ville. Ceux-ci font cependant répondre à la Trémoille qu'ils sont prêts à soutenir un siège. Celui-ci n'aura pas lieu, et la paix est signée un mois plus tard.
François II meurt peu après ces événements, et le 10 février 1489, sa fille Anne, qui avait fait la veille son entrée dans Rennes par la porte Mordelaise, est couronnée dans la cathédrale. Le même jour, le traité de Rennes est signée avec le roi d'Angleterre qui promet de fournir 6000 hommes de la mi-février à la Toussaint, pour soutenir la guerre franco-bretonne qui avait repris en janvier avec les prises par Jean II de Rohan d'un certain nombre de places fortes.[réf. nécessaire] Elle s'achève en 1491 après un siège de Rennes qui dure de juillet à mi-novembre, avant que la jeune duchesse se résigne à épouser le roi Charles VIII de France, mettant ainsi fin à l'indépendance de la Bretagne.

## Ancien Régime
À partir de 1509, les réunions des représentants de la bourgeoisie deviennent mensuelles; elles sont habituellement présidées par le gouverneur de Rennes. Les séances du conseil se déroulent dans une maison de la place de la Monnaie qui a été achetée dans ce but.

### L'installation du Parlement

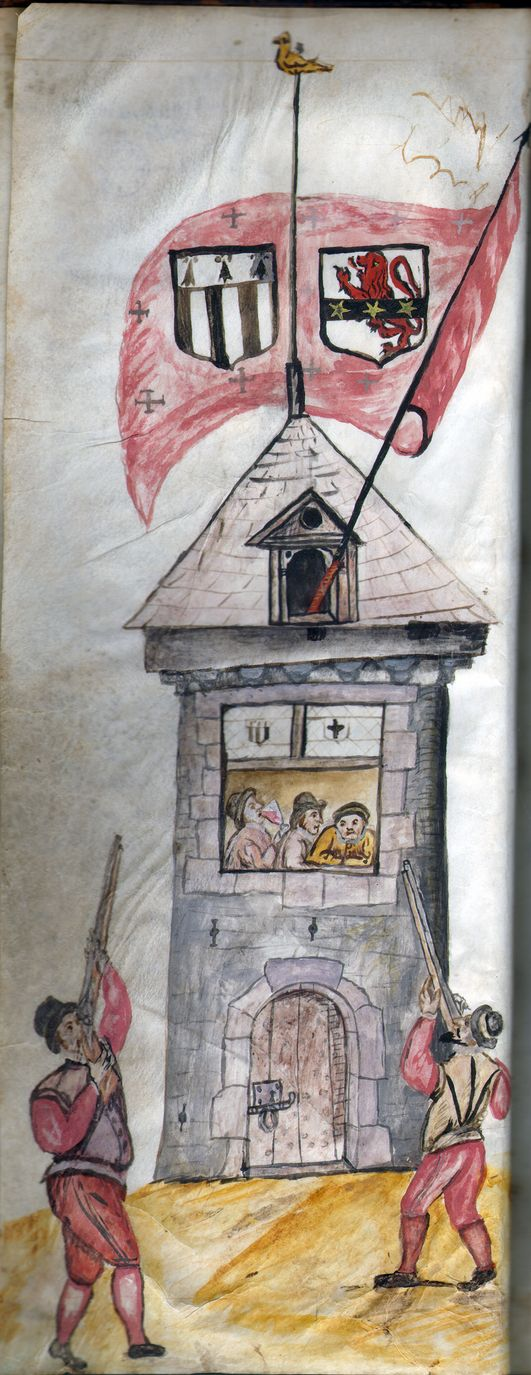
Arquebusiers lors du jeu du papegai à Rennes en 1532.

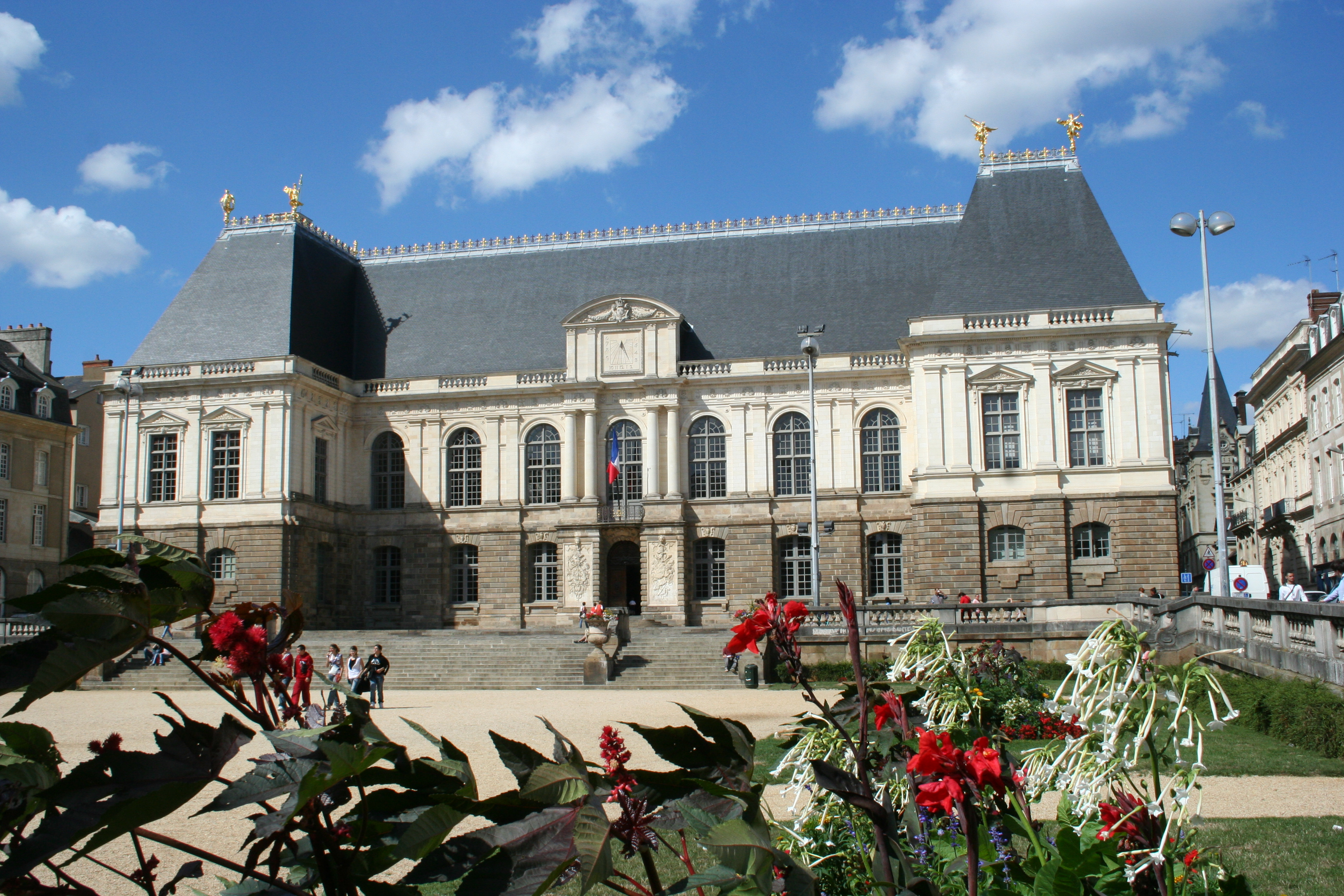
Le Parlement de Bretagne (Ancien Régime)

L'union de la Bretagne à la France range Rennes au rang de grande ville provinciale. Le dernier grand événement fastueux à avoir lieu dans la ville est le couronnement du dauphin de France François (fils de François Ier et de Claude de France) au titre de duc de Bretagne le 13 août 1532.
Les souverains français continuent cependant la politique des Montfort d'installation dans la ville des administrations, notamment judiciaires, de la province : un présidial est y installé en 1552 suivi deux ans plus tard du Parlement de Bretagne, dont l'implantation définitive à Rennes est confirmée par une décision royale en 1561, après plusieurs années d'alternance entre Rennes et Nantes, et une première implantation fixe à Nantes en 1557. Une fois fixé à Rennes, le Parlement utilise pour siège le couvent des Cordeliers, et si le besoin d'un bâtiment spécifique se fait très vite sentir (le roi donne l'autorisation de le bâtir en 1564), la construction du palais du Parlement ne débute qu'en 1618 et son utilisation en 1655.
Les deux institutions s'appuient sur la Coutume de Bretagne, réformée en 1580 par le sénéchal de Rennes et président présidial de l'époque, Bertrand d'Argentré, qui publie également deux ans plus tard une Histoire de Bretagne commandée par les États de Bretagne, qui est aussitôt interdite par le roi Henri III.
Outre les d'Argentré, d'autres familles nobles se tournent vers la carrière judiciaire. C'est par exemple le cas du conseiller au Parlement Noël du Fail, resté célèbre pour ses livres de contes : les Propos rustiques parus en 1547 et les Contes et discours d'Eutrapel publiés en 1585, mais aussi pour avoir été un protestant, religion peu répandue à Rennes à l'époque (Jacques Bréjon évalue ainsi leur proportion dans la classe dirigeante de la ville à un peu plus d'un sur dix), ce qui lui vaut des troubles durant les guerres de la Ligue.

### Les guerres de la Ligue
Rennes fait en effet partie, avec Vitré, Nantes ou La Roche-Bernard, de la douzaine de villes bretonnes où le protestantisme s'est implanté à partir de 1558, la première église étant fondée à Rennes en 1559.
La seconde moitié du XVIe siècle est marquée, en France, par des guerres de religion entre protestants et catholiques. Une partie de ces derniers forment une ligue qui en vient à s'opposer au roi Henri IV. En 1589, après l'assassinat d'Henri III par Jacques Clément, des Ligueurs commencent à se réfugier à Rennes. Le Parlement, tout comme les membres du conseil de la ville dont son capitaine René Marec de Montbarrot, et son sénéchal Guy Le Meneust de Bréquigny, choisissent de rester fidèles au roi Henri IV et ne leur réservent pas un bon accueil. Parmi les Ligueurs figure cependant le gouverneur de Bretagne, Philippe-Emmanuel de Lorraine, duc de Mercœur, qui s'empare de la ville le 13 mars en profitant d'une émeute.
Les événements se précipitent alors. Mercœur fait arrêter le premier président du Parlement, Faucon de Ris, qui était chargé de le surveiller, et fait élire un nouveau capitaine de ville. Il ne parvient pourtant pas à garder la ville, dont Meneust de Bréquigny reprend le contrôle dès qu'il est reparti pour Fougères, le 5 avril. Montbarrot reprend son poste le 8. Le 13, le Parlement déclare Mercœur hors-la-loi, et Henri III le destitue de sa fonction de gouverneur de Bretagne le 18. Cela n'arrête cependant pas le rebelle, qui, soutenu par le roi d'Espagne, contrôle la province hormis Brest, Rennes et un certain nombre de places de moindre importance, dont Vitré qu'il tente de prendre pour fermer la frontière avec la France, sans succès toutefois. Il ne se rend à Henri IV qu'en 1598, quatre ans après la conversion de ce dernier au catholicisme qui avait fait perdre au duc de Mercœur la plupart de ses soutiens.

### L'incendie de La ville
Du 23 au 29 décembre 1720, la ville de Rennes, à l'époque quasiment construite en bois, est victime d'un incendie. La ville haute, la plus riche, est détruite, avec pour limites le Parlement de Bretagne à l'est jusqu'à l'église Saint-Sauveur de Rennes à l'ouest. L'abattage de bâtiments dans ces secteurs, et la pluie attendue, vont enfin arrêter l'incendie.
La reconstruction de la ville sera l'occasion de nombreux changements. Les premiers plans seront de Isaac Robelin, ingénieur militaire traçant une ville au cordeau. Le plan sera repris par Jacques V Gabriel, qui en profitera pour créer ou superviser des constructions emblématiques de la ville : l'hôtel de ville de Rennes, la place du Parlement-de-Bretagne, l'hôtel de Blossac, etc.

## Révolution française

### La journée des bricoles
Les États de Bretagne réunis depuis décembre 1788 à Rennes sont paralysés par l'opposition entre la bourgeoisie, qui demande leur réforme, et la noblesse qui s'y oppose. Le 7 janvier 1789, Louis XVI décide de suspendre la session pour un mois et charge Bareau de Girac, évêque de Rennes de trouver une solution. Le froid intense de cet hiver 1789, combiné avec les effets d'une récolte passable, renchérissent le prix du pain. Le 26 janvier, les porteurs d'eau et portefaix qui utilisent des bricoles pour leur travail se rassemblent pour protester contre la cherté du pain. Ils se dirigent vers le Parlement pour soutenir des conseillers nobles qui veulent forcer la municipalité à baisser le prix du pain. Ces derniers rendent la bourgeoisie responsable de l'absence d'une aide en faveur des Rennais.
Les étudiants en droit, menés par Moreau, rassemblés dans un café de la place du Parlement, sont pris à partie par les manifestants qui en assomment quelques-uns avant de poursuivre les "jeunes gens" dans les rues adjacentes.
Le 27 janvier, les étudiants rassemblés dans l'église des Toussaints, dénoncent les manœuvres de la noblesse et ils décident, en partie par provocation, d'aller porter plainte au Parlement. Ils s'y rendent soutenus par une foule de plus en plus nombreuse.
Chateaubriand, présent parmi les députés de la noblesse aux États relate ces événements dans les Mémoires d'outre-tombe :

« Les États se tinrent dans le couvent des Jacobins sur la place du Palais. […] Les 25, 26, 27 et 28 janvier 1789 furent des jours malheureux. Le comte de Thiard avait peu de troupes ; chef indécis et sans vigueur, il se remuait et n'agissait point. L'école de droit de Rennes, à la tête de laquelle était Moreau, avait envoyé quérir les jeunes gens de Nantes ; ils arrivaient au nombre de quatre cents, et le commandant, malgré ses prières, ne les put empêcher d'envahir la ville. Des assemblées, en sens divers, au champ Montmorin et dans les cafés, en étaient venues à des collisions sanglantes. »

« Las d'être bloqués dans notre salle, nous prîmes la résolution de saillir dehors, l'épée à la main ; ce fut un assez beau spectacle. Au signal de notre président, nous tirâmes nos épées tous à la fois, au cri de : Vive la Bretagne ! et, comme une garnison sans ressources, nous exécutâmes une furieuse sortie, pour passer sur le ventre des assiégeants. Le peuple nous reçut avec des hurlements, des jets de pierres, des bourrades de bâtons ferrés et des coups de pistolet. Nous fîmes une trouée dans la masse de ses flots qui se refermaient sur nous. Plusieurs gentilshommes furent blessés, traînés, déchirés, chargés de meurtrissures et de contusions. Parvenus à grande peine à nous dégager, chacun regagna son logis. »

Deux jeunes nobles sont tués dont l'un est son ami. Il conclut:

« Lecteur, je t'arrête : regarde couler les premières gouttes de sang que la Révolution devait répandre. Le ciel a voulu qu'elles sortissent des veines d'un compagnon de mon enfance. »

### Les journées révolutionnaires
Après la journée des bricoles et l’échec des États de Bretagne de janvier 1789, les nobles craignant pour leur sécurité quittent la ville fin janvier pour leurs châteaux de campagne, laissant de nombreuses personnes sans emploi. Henri de Thiard de Bissy, commandant en chef, fait venir en février 2 000 militaires et quatre pièces d'artillerie pour prévenir de tout débordement de la population.

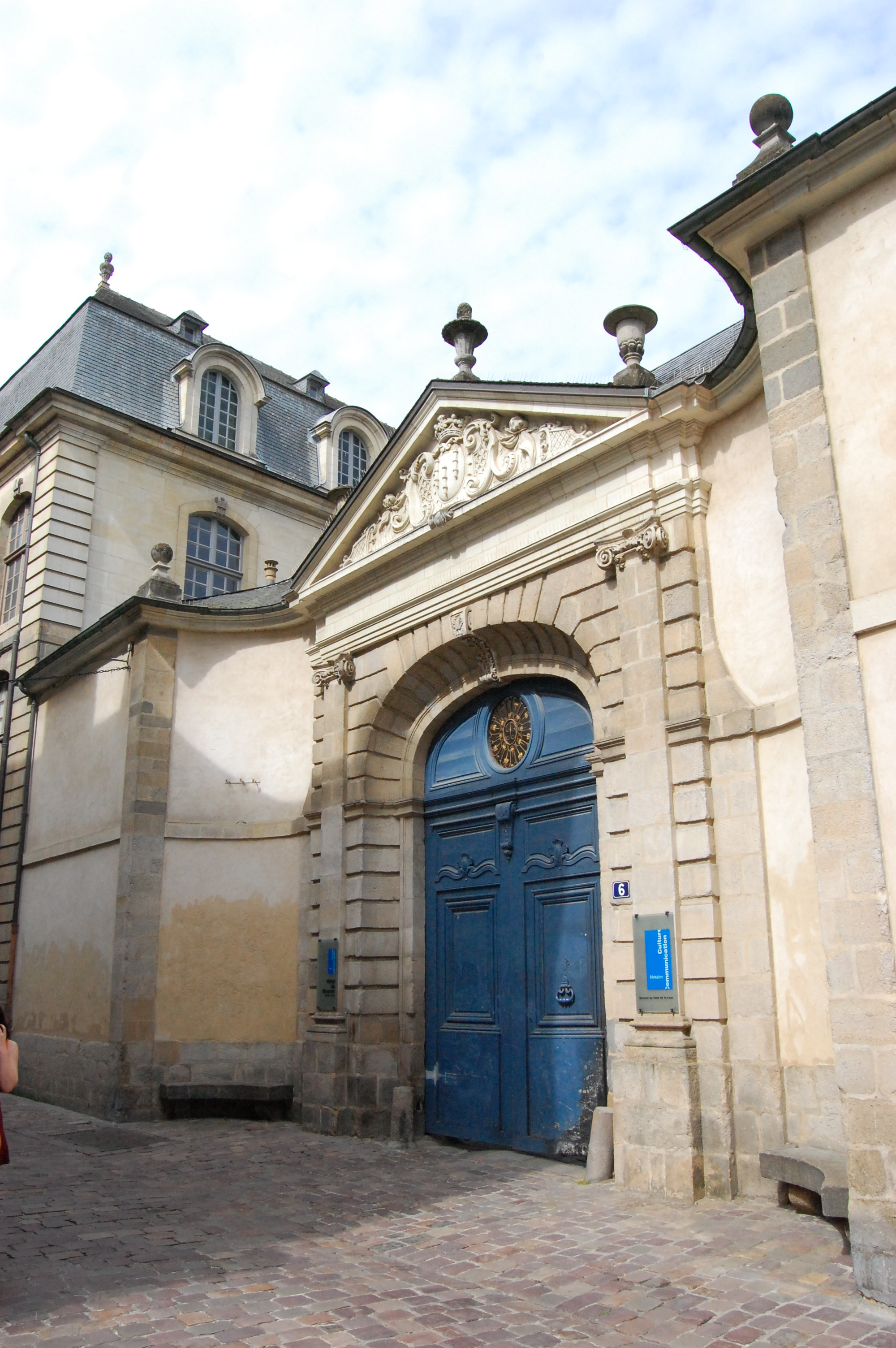
Le portail de l'Hôtel de Blossac, rue du Chapitre.

Le 15 juillet 1789 au soir, l’effervescence révolutionnaire gagne Rennes. Dans la crainte d'une vengeance de la noblesse, aidée par l'armée stationnée en ville, et après avoir appris le renvoi de Jacques Necker par Louis XVI, les jeunes rennais, étudiants pour la plupart, se réunissent à l'école de Droit ; ils sont rejoints par des citoyens et des soldats logés chez l'habitant. Dans le même temps, le régiment d'Artois reçoit l'ordre de préparer des cartouches à balles pour le tir réel, et ses grenadiers sont placés sous consigne.
Le 16 juillet 1789 au matin, les étudiants vont haranguer les soldats des casernes, les invitant à les rejoindre ; le comte de Langeron, commandant en second (de Thiard est absent), fait également une tournée ces casernes, où il fait jurer obéissance aux soldats. À 13 heures, un demi-millier de citoyens, probablement menés par Jean Victor Marie Moreau, vient forcer les portes du magasin d'armes de la milice, situé en face de l'hôtel de Blossac, rue du Chapitre. Langeron fait battre la générale afin de récupérer les armes et éviter les débordements. La majorité des soldats refusent, rejoignant les rangs des révolutionnaires, mais les compagnies de grenadiers et de chasseurs, fidèles au comte, patrouillent en ville afin de protéger l'hôtel de Blossac et son résident, l'intendant de Bretagne.
La municipalité négocie alors auprès de Langeron pour qu'il n'appelle pas d'autres soldats en ville et pour ne pas punir les militaires ayant désobéi. Langeron promet, mais regroupe au même moment ses chasseurs et ses grenadiers dans la cour de l'hôtel de Blossac. Il ordonne alors de charger à mitraille deux des quatre canons, afin de les pointer en direction la porte cochère de l’hôtel, en prévision d'un hypothétique assaut par les révolutionnaires. Les soldats encore avec le comte refusent d'obéir, ne comprenant pas la raison de cet ordre. Ils quittent tous l'hôtel, puis reviennent peu après, menés par Joseph Marie François Sevestre pour chercher les quatre canons. Le 17 juillet, une délégation revient chercher les étendards des régiments, qui leur sont remis par le comte de Langeron.

### Le chef-lieu d'Ille-et-Vilaine

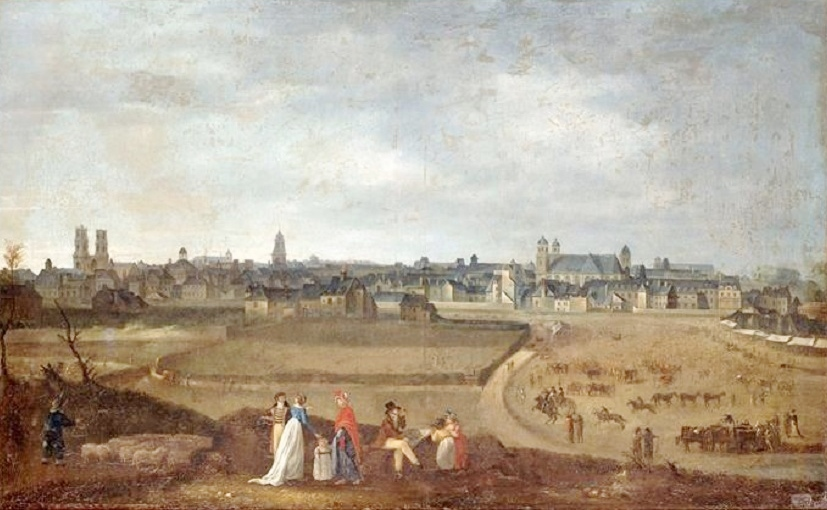
Jean Loyer : Vue de Rennes, prise du Champ de Mars (1800, musée des beaux-arts de Rennes)

La suppression du Parlement et des États de Bretagne mettent Rennes au rang de simple chef-lieu d'un des 83 nouveaux départements. La noblesse déserte la ville, qui privée de sa présence voit son activité décliner. Les élus du département et du district de Rennes s'installent dans les bâtiments du Parlement. Les clubs se rassemblent à proximité dans le couvent des Jacobins. Les nouvelles autorités répandent alors les idées des patriotes sur les campagnes environnantes. Dans ces communes rurales la Constitution civile du clergé engendre l'apparition de résistances dans la plupart des communes: 13 des 123 prêtres du district de Rennes prêtent le serment à la Constitution. Le Coz est élu évêque constitutionnel du département d'Ille-et-Vilaine et assume les fonctions d'évêque métropolitain dans les cinq départements issus de la province de Bretagne.
La levée d'hommes de mars 1793 entraîne les deux tiers des paroisses du district vers l'insurrection armée. Des fortifications sont installées dans les faubourgs de Paris et de Fougères pour protéger la ville (automne 1793). Les couvents sont transformés en prisons, hôpitaux ou casernes. En même temps Rennes prend nettement partie en faveur des Girondins. La Convention dominée par les Montagnards dépêche des représentants en mission qui instaurent la terreur. La guillotine installée place du Parlement est utilisée pour plus de 300 exécutions de juillet 1793 à septembre 1794. Du 20 vendémiaire an III à début ventôse an III, la Commission philanthropique de Rennes travaille a améliorer le sort des très nombreux prisonniers, amenant à 80 % de libérations.
Les autorités épurées de Rennes, les clubs et les sections sont les promoteurs des changements apportés par la Révolution française. L’organisation des fêtes révolutionnaires en témoigne :
- la fête de l’Être suprême, instituée en 1794 par Robespierre, continue d’être célébrée jusqu’en 1799 et l’installation du Consulat[88] ;
- les victoires des armées républicaines sont fêtées en grand : ainsi l’annexion de la Savoie en septembre 1792, la reprise de Toulon aux Anglo-royalistes, ainsi que la paix avec l’Autriche, principal ennemi de la France, en brumaire an VI[88] ;
- la fête du 26 messidor (14 juillet), instituée en 1794, est célébrée à Rennes jusqu’en l’an VIII et l’installation du Consulat[88] ;
- la célébration de l’anniversaire de l’exécution de Louis XVI, accompagnée d’un serment de haine à la royauté et à l’anarchie, est bien suivie (à partir de 1795)[89] ;
- les autres fêtes républicaines sont très suivies, comme l’anniversaire de la République jusqu’à l’an VIII (22 septembre, 1er vendémiaire[90]), la fête de la Jeunesse (le 10 germinal, soit le 30 mars[91]), la fête de la Reconnaissance (le 10 prairial[92]) ou celle de l’Agriculture, le 10 messidor[92].

### La base arrière de la pacification
En 1795, Hoche installe dans les locaux de l'ancienne abbaye Saint-Melaine le quartier général de l'armée de l'ouest. Au printemps le traité de la Mabilais négocié avec plusieurs chefs chouans semble instaurer une trêve. Toutefois le débarquement de Quiberon marque la reprise des opérations militaires jusqu'en 1796 où Hoche, parallèlement à une répression sanglante, tolère les prêtres réfractaires dans le but de détacher les paysans de la contre-révolution. En 1797, la reprise de la politique anti-chrétienne par le Directoire, puis l'instauration de la conscription l'année suivante enfin la loi des otages du 12 juillet 1799, déclenchent la reprise de la guerre. La ville de Rennes est toutefois épargnée par les Chouans.
Ce qui ne l'empêche pas de sortir exsangue des dix années de révolution:
- la ville a perdu plus de 30 % de ses habitants ;
- La production industrielle de 1799 ne représente que 20 % de celle de 1788[95].

## Histoire contemporaine

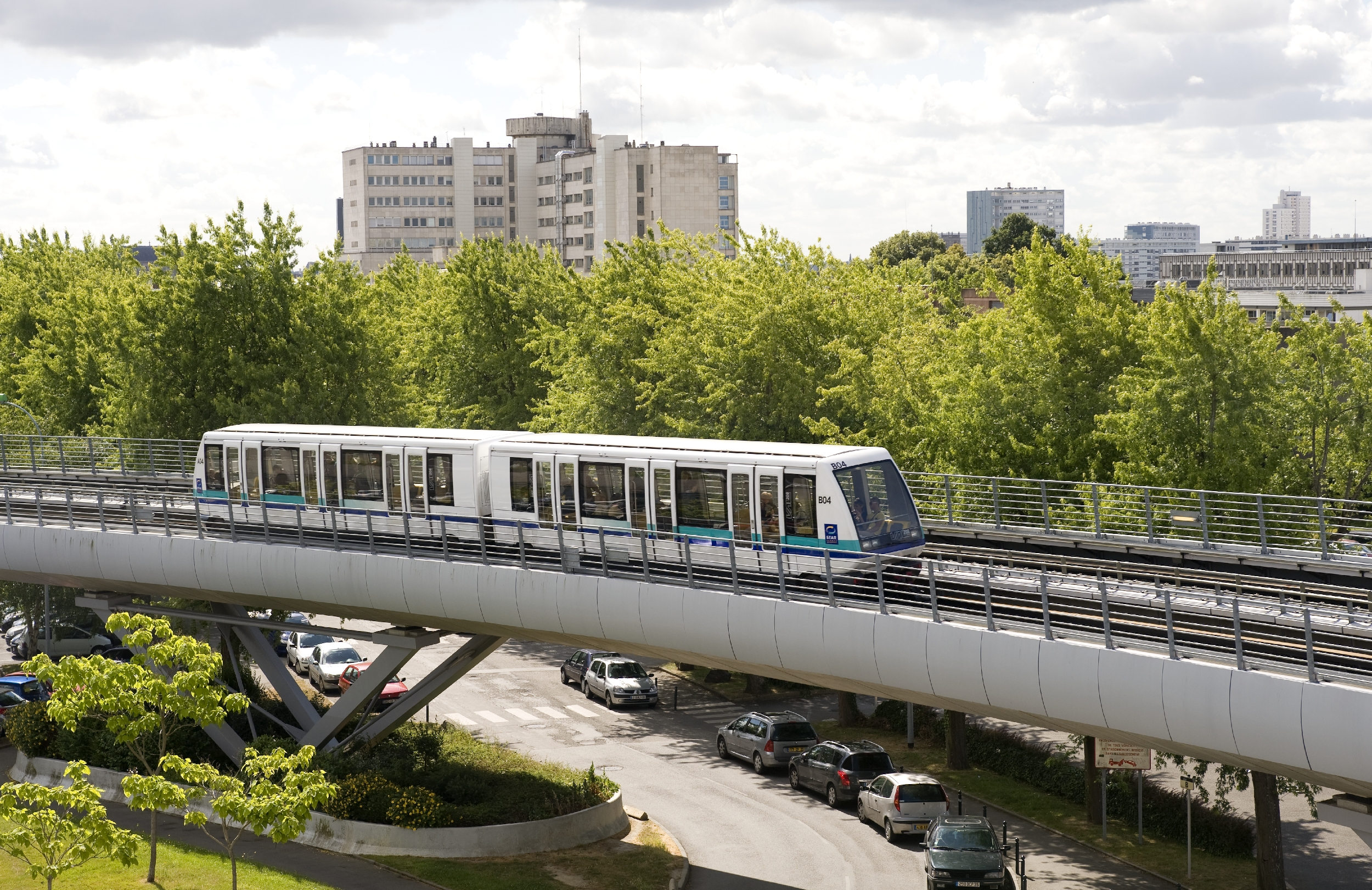
Le métro de Rennes (Histoire contemporaine)

Le XIXe siècle est marqué par une vigoureuse reprise démographique: de 1820 à 1881 la population de Rennes passe de 30 000 à 60 000 habitants. Le solde naturel étant largement négatif cette croissance provient surtout de l'arrivée des ruraux à la recherche de travail après la fin des grands travaux (creusement de canaux, voies de chemin de fer). Et Rennes ne marque souvent qu'une étape avant la sortie de la Bretagne vers la région parisienne, essentiellement. Cependant à l'échelle de la France elle passe du 20e rang (1801) au 21e (1911)… la perte sous la Révolution de ses fonctions provinciales en est la principale cause.

### Première guerre mondiale
Le monument aux morts (Panthéon, situé à l'entrée de l'Hôtel de ville) de Rennes porte les noms de 1653 personnes mortes pour la France pendant les divers conflits du XXe siècle.
Alexis Oho, né à Rennes en 1893, soldat au 14e régiment de hussards fut fusillé pour l'exemple le 30 janvier 1915 à Courtisols (Marne) pour « tentatives de vol et meurtre ». Pierre Rocher, né à Rennes en 1892, soldat au 70e régiment d'infanterie, fut aussi fusillé pour l'exemple le 11 juillet 1915 à Duisans (Pas-de-Calais), ainsi que Louis Pérenin, soldat au bataillon de marche d'Afrique, fusillé pour l'exemple le 19 octobre 1917 à Cramant (Marne) pour « abandons de poste à répétition ».

### Seconde Guerre mondiale
Durant la Seconde Guerre mondiale, la ville est occupée à partir du 18 juin 1940 par l'armée allemande. Elle subit de nombreux bombardements dont celui du 8 mai 1943, particulièrement exploité par la propagande. Rennes est libérée le 4 août 1944 par les troupes du général Patton.

### L'épuration à Rennes en 1945 et 1946
Lors de l'Épuration neuf personnes furent fusillées à Rennes pour faits de collaboration après avoir été condamnées à mort par la Cour de justice de Rennes en 1945 : Guy Vissault de Coëtlogon, Pierre Bernier (de Pénestin), Hervé Botros (de Lanmeur), Fernand-André Geoffroy (de Pommerit-Jaudy), Claude Geslin (de Rennes), Léon Jasson (de Baud), Corentin Kergoat (de Châteaulin), Joseph Le Ruyet (de Bubry), Commandant Thomas (de Rennes) ; André Geoffroy (dit "Le grand Gef", de Lannion), lui aussi condamné à mort, vit sa peine commuée ; 10 furent condamnés à mort par contumace : Michel Chevillotte (de Brélès), François Debeauvais (de Rennes), Louis Feutren (de Rennes), Gilbert Foix (d'Auray), Yann Goulet (de Saint-Nazaire), Hervé Le Helloco (de Pontivy), Edmond Joly (de Rennes), Auguste Ménard (de Vitré), Olier Mordrel (de Plerguer), Ange Péresse (de Bubry), et exécuté lors de la Libération le 24 septembre 1945 à Rennes dans le jardin du Thabor ; il refusa de demander sa grâce, déclarant : « Un soldat breton ne demande pas grâce à un chef d’État français ! ».
Seize  autres collaborateurs notoires furent condamnés à mort et fusillés en 1946 (les exécutions eurent lieu au stand de tir de Coëtlogon à Rennes) :
Michel Travers (20 ans), Georges Tilly (21 ans, originaire de Perros-Guirec) et Pierre Monnier (25 ans), membres des Groupes d'Action du Parti populaire français, sont fusillés le 20 juin 1946 ; Louis-Maurice Zeller (51 ans), Alfred Gross (28 ans) et François Munoz (29 ans), membres de l' Abwehr, ainsi qu'André Geffroy (24 ans) et Léon Jasson (24 ans), membres du Bezen Perrot, et Armand Lussiez (33 ans), membre des Groupes d'Action du Parti populaire français, le 17 juillet 1946 ; Maurice Ménard (53 ans), membre de l' Abwehrstalle de Vannes, le 8 août 1946 ; Jean Breyer (36 ans) et Jean Lefebvre (25 ans) le 14 août 1946 ; Émile Schwaller (34 ans) et Raymond Du Perron de Maurin (44 ans), membres de la Milice française, ainsi que Joseph Le Ruyet (24 ans, de Bubry), du groupe de Guy Vissault de Coëtlogon, le 5 novembre 1946 ; Roger Leneuf de Neuville (39 ans), de la Milice française, le 13 décembre 1946. D'autres virent leur peine de mort commuée en peines de travaux forcés ou de prison, ou furent condamnés à des peines de travaux forcés ou de prison ; certains parvinrent à s'échapper en Allemagne comme "Alain Guerduel", pseudonyme d'un collaborateur notoire qui sévit notamment à Fougères.

### Reconstruction et développement industriel
Après la guerre, Rennes bénéficie du développement de l’industrie, par l’implantation par Citroën d’une usine de construction d'automobiles à Chartres-de-Bretagne. De nouveaux quartiers sont construits : Le Blosne, Maurepas, Villejean ; d'autres sont entièrement rénovés pour salubrité : Le Colombier, Bourg-l’Evesque.

### L’ère des télécoms
L’implantation d'un centre de recherche de France Télécom à Rennes fera que la ville participera activement en tant que pôle de recherche autour des télécommunications. Parmi les aboutissement de la recherche rennaise se trouve le Minitel.

### Événements de février 1994
En 1994, la baisse des prix du poisson, la dégradation des ventes et la concurrence des autres pays européens entraînent une crise des marins-pêcheurs bretons. À l'occasion de la visite du premier ministre Édouard Balladur, cinq mille personnes se déplacent à Rennes le 4 février 1994 et se trouvent bloquées devant la préfecture par les CRS. La manifestation dégénère en émeute lors de l'entrée dans le centre-ville : des pavés sont lancés, plusieurs vitrines de magasins sont brisées et de violentes confrontations avec les forces de l'ordre s'engagent.
Après plusieurs heures d'émeutes dans le centre de Rennes, un incendie se déclare sur la toiture du Parlement de Bretagne. La piste la plus communément admise quant au déclenchement de l’incendie est une fusée de détresse utilisée par les manifestants. D'autres pistes parlent d'une grenade lacrymogène des CRS.

### Métro de Rennes
En 1989 est prise la décision de construire une ligne de métro à Rennes. La ligne a comportant 15 stations est inaugurée en 2002. La ligne b, comportant elle aussi 15 stations, est inaugurée le 20 septembre 2022.